# سدیک آدامیان
سِدیک آدامیان (ارمنی: Սեդիկ Ադամյան) شاعر ارمنی ایرانی است. او به زبان‌های فارسی و ارمنی شعر می‌گوید.

## زندگی
او دارای لیسانس زبان و ادبیات ارمنی است و البته همان‌طور که خود می‌گوید دلبستهٔ زبان و ادبیات فارسی است چرا که تحصیلاتش از کودکی در مدارس فارسی‌زبان بوده‌است.
آدامیان از ۱۲ سالگی شروع به شعرگفتن کرد. بنا به گفتهٔ وی در مورد اولین شعرش، وقتی کلاس ششم ابتدایی بود انشایی دربارهٔ فقر نوشت که ناخودآگاه و غیرارادی شعری آزاد از کار درآمد؛ شعری به زبان فارسی. این شعر او همان موقع مورد تحسین قرار گرفت و در مجلهٔ دانش‌آموز به چاپ رسید و همین او را به شعرگفتن تشویق کرد.
بعدها به‌مرور پس از گرفتن دیپلم ادبی‌اش در کنار شعر به‌طور جدی به نقاشی هم پرداخت. دو سال شاگرد یکی از معروف‌ترین نقاشان اصفهان یعنی آقای وزیر بود و پس از آن به مدرسهٔ کمال‌الملک رفت و چهار سال آن‌جا آموزش دید و پس از آن یک دورهٔ دوساله را هم در دانشکدهٔ هنرهای زیبای دانشگاه تهران گذراند. در دانشگاه شاگرد هانیبال الخاص و منصور فلامکی بود.
در همان دوره‌ای که به‌طور جدی‌تر به نقاشی پرداخت، شروع کرد به نوشتن داستان‌های کوتاهی که اغلب در مجلهٔ تهران مصور چاپ می‌شد. اولین داستانی که برای تهران مصور فرستاد، مثل اولین شعر وی، دربارهٔ فقر بود و نامش «کفش بزرگتر از پا» بود. او این داستان را هم همانند اولین شعرش تحت تأثیر یکی از همکلاسی‌های فقیرش نوشته بود. پس از آن، نوشتن داستان کوتاه را همراه با شعر و نقاشی ادامه داد و داستان‌هایش در تهران مصور و اطلاعات هفتگی و اطلاعات بانوان و نشریه‌ای که به دو زبان ارمنی و فارسی درمی‌آمد، چاپ می‌شد.
بعد کم‌کم شروع کرد به تدریس ادبیات و نقاشی در مدارس. در مدرسه‌ای به نام ودادی تدریس می‌کرد و یک سال هم کلاسی که وی در آن ادبیات درس می‌دادم، بالاترین نمره را آورد و از وزارت فرهنگ برای وی تشویق‌نامه فرستادند. دوره‌ای هم در کودکستان مربی بود.
بعدها پس از انقلاب ۱۳۵۷ ایران خود وی کلاس خصوصی گذاشت و در خانه به تدریس ادامه داد. در این دوره، کارگاهی تأسیس کرد به نام «للساب» که عنوانش
از حرف اول نام فرزندان وی تشکیل می‌شد: لئونارد، لئونتینا، سروژ، آلیس و برنارد. این کلاس خصوصی را تا وقتی که به آمریکا رفت داشت و هر دو سال یک‌بار هم از
کارهایشان نمایشگاه می‌گذاشت.

## فعالیت ادبی
سدیک آدامیان شاعری ارمنی است که به فارسی هم شعر می‌گوید. او سرودن شعر را از سال‌های نوجوانی آغاز کرده و دو کتاب شعر، یکی به زبان ارمنی با عنوان
«سکوت در فریاد» و دیگری به زبان فارسی با عنوان «صدتا صدف و یک مروارید» دارد. مجموعه شعر تازه‌ای را هم با عنوان «سدای بی‌صدا» آمادهٔ چاپ دارد که آن هم
به زبان فارسی است.
«سکوت در فریاد» اولین مجموعه شعری است که از وی چاپ شده. این کتاب در سال ۱۹۸۵ به زبان ارمنی چاپ شد. بعدها وقتی قرار بود کتاب «زنان شاعر معاصر» چاپ شود، از خلیفه‌گری ارامنه خواستند که زنان شاعر مسیحی و ارمنی را هم معرفی کند تا نامشان در این کتاب بیاید. خلیفه‌گری هم که می‌دانست آدامیان تنها شاعر زن ارمنی که به فارسی شعر می‌گوید است و اسم او را دادند؛ بنابراین سدیک آدامیان تنها زن شاعر ارمنی است که نامش در آن کتاب آمده‌است. پس از آن پوران فرخزاد هم در کتاب «زنان همیشه» شعر او را چاپ کرد. در این کتاب هم او به عنوان تنها زن ارمنی‌زبان آمده که شعر فارسی گفته.
او دومین مجموعه شعرش به نام «صدتا صدف یک مروارید» را به زبان فارسی سرود. آدامیان از نوجوانی به شعر فارسی علاقهٔ زیادی داشت و اشعار حافظ و فردوسی را همان زمان خوانده بود. بیشتر شعرهای وی نیز فارسی است. او در شعرهای فارسی‌اش اوایل بسیار تحت تأثیر سیمین بهبهانی بود و مقداری هم تحت تأثیر نیما یوشیج؛ اما به‌تدریج زبان خود را در شعر پیدا کرد. او علاوه بر شعر نو، شعر کلاسیک هم دارد که بیشتر در قالب غزل و دوبیتی است.
آدامیان علاوه بر شعر به نقاشی و داستان‌نویسی هم پرداخته و داستان‌هایش در سال‌های دور، اغلب در مجلات تهران مصور و اطلاعات هفتگی و نشریات ارمنی–فارسی به چاپ رسیده‌است. او داستان را بیشتر از این‌که از کتاب‌ها بیاموزد از رفتن میان اجتماع و به‌خصوص طبقات پایین جامعه آموخت و تحت تأثیر مشاهداتش از زندگی سخت این طبقات
داستان‌هایش را نوشت و به همین دلیل همهٔ داستان‌های وی دربارهٔ فقر بود. او در شعر و نقاشی بیشتر به ساده‌نویسی گرایش دارد زیرا دوست دارد آن را بفهمند.

## نمونه شعر
| آخرین نیاز من                          |
| نیاز من                                |
| تهران من                               |
| خانهٔ من، در همان کوچه                  |
| همان اتاق،                             |
| که طاقش،                               |
| از دیدن دردهای روحم                    |
| مثل دلم،                               |
| ترک داشت                               |
| از ترکش می‌تراوید بوی غم،               |
| بوی نم، بوی کاهگل                      |
| اما از بهر من                          |
| بوی عطر گل یاس و نرگس بود              |
| در همان محله                           |
| از مهر و صفای همسایگانش                |
| روی در و دیوار،                        |
| نوری بود                               |
| در همان کوچه و محل                     |
| که صدای آهنگینی                        |
| با سرود نعناع و ترخون                  |
| تربچه نقلی و ریحون                     |
| نویدی از بهاران بود                    |
| نوروز بود – خانه‌تکانی دل‌ها بود،        |
| بر گونهٔ طفلان یتیم                     |
| بوسه و نوازش غریبان بود                |
| آه... آخرین نیاز من، تهران من، خانهٔ من |
| که عشق در تو تفسیری از شقایق بود       |
| نه تصویری ز حسرت‌ها...                  |
| ***                                    |
| «سِدای» بی‌صدا                           |
| در سیاهی سای‌های سرمست                  |
| در باغ خزانی کاغذ                      |
| چو ابیاتی دیوانه                       |
| غزل‌ها گشت                              |
| چرخش پرُغوغای زمان                      |
| باشتاب بگذشت                           |
| صد افسوس                               |
| صد افسوس                               |
| «سِدای» بی‌صدای ما                       |
| ز خویشتن رست.                          |

## پی‌نوشت
1. ↑  پازوکی و  آدامیان، «هنوز به محله...»، شرق، ۳۰ (ویژه‌نامه).
2. ↑  پازوکی و  آدامیان، «هنوز به محله...»، شرق، ۳۰ (ویژه‌نامه).
3. ↑  پازوکی و  آدامیان، «هنوز به محله...»، شرق، ۳۰ (ویژه‌نامه).
4. ↑  پازوکی و  آدامیان، «هنوز به محله...»، شرق، ۳۰ (ویژه‌نامه).
5. ↑  پازوکی و  آدامیان، «هنوز به محله...»، شرق، ۳۰ (ویژه‌نامه).
6. ↑  پازوکی و  آدامیان، «هنوز به محله...»، شرق، ۳۰ (ویژه‌نامه).
7. ↑  پازوکی و  آدامیان، «هنوز به محله...»، شرق، ۳۰ (ویژه‌نامه).
8. ↑  پازوکی و  آدامیان، «هنوز به محله...»، شرق، ۳۰ (ویژه‌نامه).
9. ↑  پازوکی و  آدامیان، «هنوز به محله...»، شرق، ۳۰ (ویژه‌نامه).
10. ↑  پازوکی و  آدامیان، «هنوز به محله...»، شرق، ۳۰ (ویژه‌نامه).
11. ↑  پازوکی و  آدامیان، «هنوز به محله...»، شرق، ۳۰ (ویژه‌نامه).
12. ↑  پازوکی و  آدامیان، «هنوز به محله...»، شرق، ۳۰ (ویژه‌نامه).
13. ↑  پازوکی و  آدامیان، «هنوز به محله...»، شرق، ۳۰ (ویژه‌نامه).
14. ↑  پازوکی و  آدامیان، «هنوز به محله...»، شرق، ۳۰ (ویژه‌نامه).
15. ↑  پازوکی و  آدامیان، «هنوز به محله...»، شرق، ۳۰ (ویژه‌نامه).
16. ↑  پازوکی و  آدامیان، «هنوز به محله...»، شرق، ۳۰ (ویژه‌نامه).
17. ↑  پازوکی و  آدامیان، «هنوز به محله...»، شرق، ۳۰ (ویژه‌نامه).
18. ↑  پازوکی و  آدامیان، «هنوز به محله...»، شرق، ۳۰ (ویژه‌نامه).
19. ↑  پازوکی و  آدامیان، «هنوز به محله...»، شرق، ۳۰ (ویژه‌نامه).
20. ↑  آدامیان، «شعرهایی از سدیک آدامیان»، شرق، ۳۱ (ویژه‌نامه).